# Margaretia
Margaretia é um organismo frondoso descoberto a partir do Cambriano Médio nos Xistos de Burgess. Suas folhagens atingiam cerca de 10 cm de comprimento e possuíam uma série de orifícios ovais de comprimento paralelo. A sua interpretação original como uma alga verde não é segura; Ela lembra também alguns corais alcionários, mas uma redescrição completa seria necessária para classificá-lo de forma segura. A relação com a moderna alga verde Caulerpa é a mais apoiada atualmente.